# Pueblos manguianes

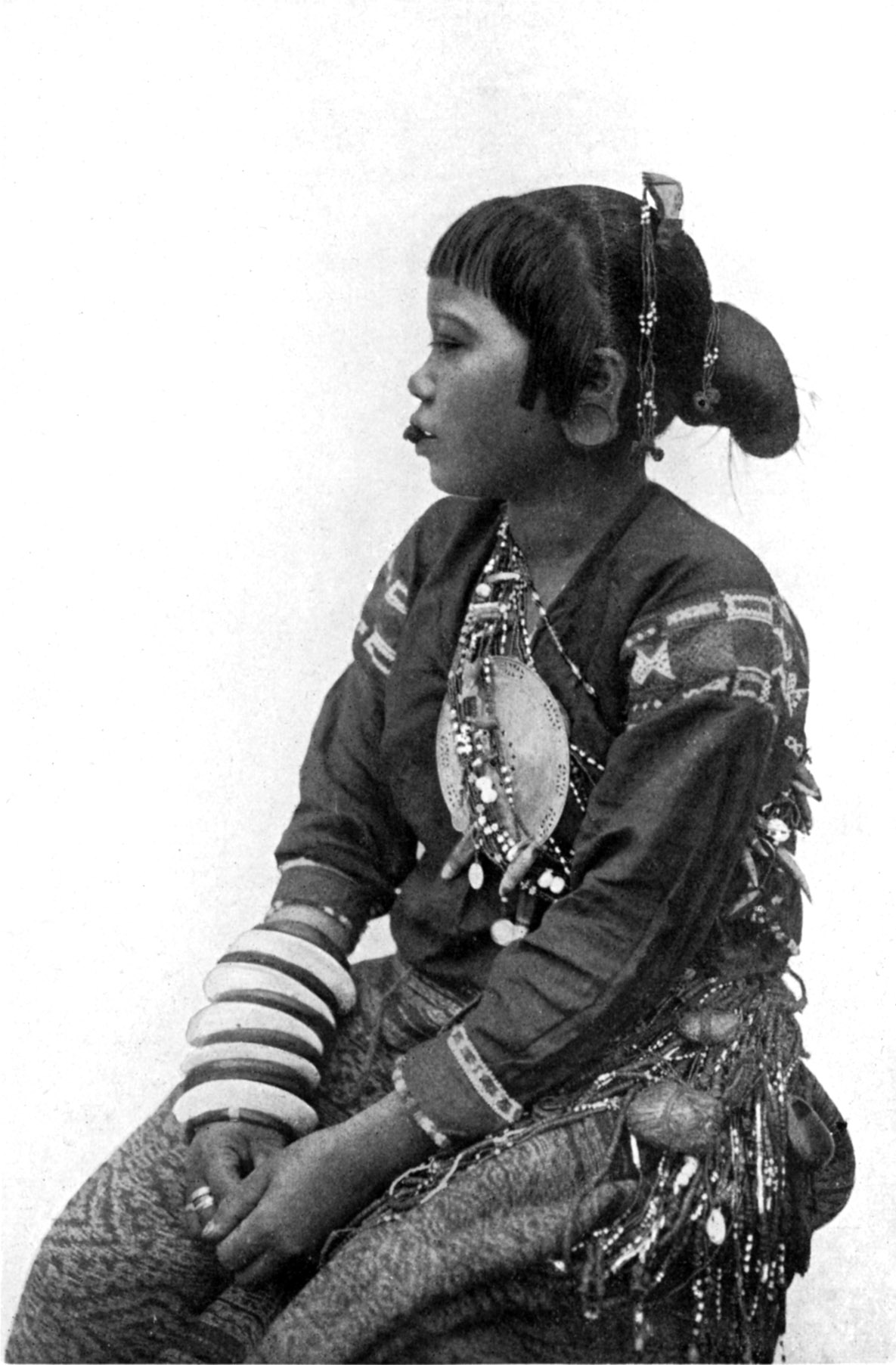
Mujer manguiana, 1912.

Manguián (en filipino: Mangyan) es el nombre genérico para los ocho etnias indígenas que se encuentran en la isla de Mindoro, al suroeste de la isla de Luzón, en Filipinas. Cada uno de estas etnias cuenta con su propio nombre tribal, idioma y costumbres.
La población total puede ser de alrededor de 100 000 personas, pero las estadísticas oficiales son difíciles de determinar ya que habitan en zonas remotas, formando grupos tribales solitarios. Algunos tienen poco o ningún contacto con el mundo exterior.

## Etnias
Las etnias que habitan la isla, relacionados de norte a sur, son: Iraya, Alangán, Tadyawan, Tawbuid (llamado Batangán por las tierras bajas en el oeste de la isla), Buhid y Hanunoo.
En la costa sur se encuentran los Ratagnón.
La etnia que habita en el este de Mindoro conocida como Bangón puede ser un subgrupo de Tawbuid, ya que hablan el dialecto "occidental" de ese idioma.
También tienen un alfabeto (alfabeto hanunuo) que usan para escribir poesía que llaman ambahan.